# Берацгаузен
Берацгаузен (нім. Beratzhausen) — громада в Німеччині, розташована в землі Баварія. Підпорядковується адміністративному округу Верхній Пфальц. Входить до складу району Регенсбург.
Площа — 72,54 км2. Населення становить 5568 ос. (станом на 31 грудня 2020).